# Spangenberg
Spangenberg ist eine Kleinstadt im Nordosten von Hessen im Schwalm-Eder-Kreis. Sie hat etwa 6000 Einwohner und eine Gesamtfläche von 97,7 Quadratkilometern. Die heutige Größe erreichte die Stadt nach der Verwaltungs- und Gebietsreform in Hessen, als in den Jahren 1970 bis 1974 die heutigen Stadtteile mit Spangenberg zusammengeschlossen wurden. Erstmals urkundlich erwähnt wurde Spangenberg 1261. Im Jahr 1309 verliehen die Herren von Treffurt der Stadt das Stadtrecht.
Über der Stadt steht auf dem Schlossberg das Schloss Spangenberg. Es wurde über zwei Jahrhunderte von den hessischen Landgrafen als Residenz- und Jagdschloss genutzt und diente danach als Gefängnis und als preußische Forstschule.
Spangenberg trägt seit dem 12. Januar 2000 die amtliche Zusatzbezeichnung Liebenbachstadt, in Bezug auf die sogenannte Liebenbachsage. Die Stadt war um 1995 der „Bevölkerungsmittelpunkt“ Deutschlands.

## Geographie

### Geographische Lage und Geologie
Spangenberg liegt im Nordostteil des Schwalm-Eder-Kreises an den Hängen des Stölzinger Gebirges im Südosten und Melsunger Berglandes im Westen, etwa 35 Kilometer Luftlinie südöstlich von Kassel. Es befindet sich unmittelbar nordöstlich der Einmündung des durch die Stadt fließenden Essebachs in die auch hindurch verlaufende Pfieffe, die westwärts zur Fulda fließt.
Der Bevölkerungsmittelpunkt  der Bundesrepublik Deutschland liegt seit der Wiedervereinigung ca. 3 km östlich des Ortskerns.
Spangenberg liegt geologisch gesehen im Wesentlichen auf Buntsandstein, aber auch auf Muschelkalk und Zechstein.

### Nachbargemeinden

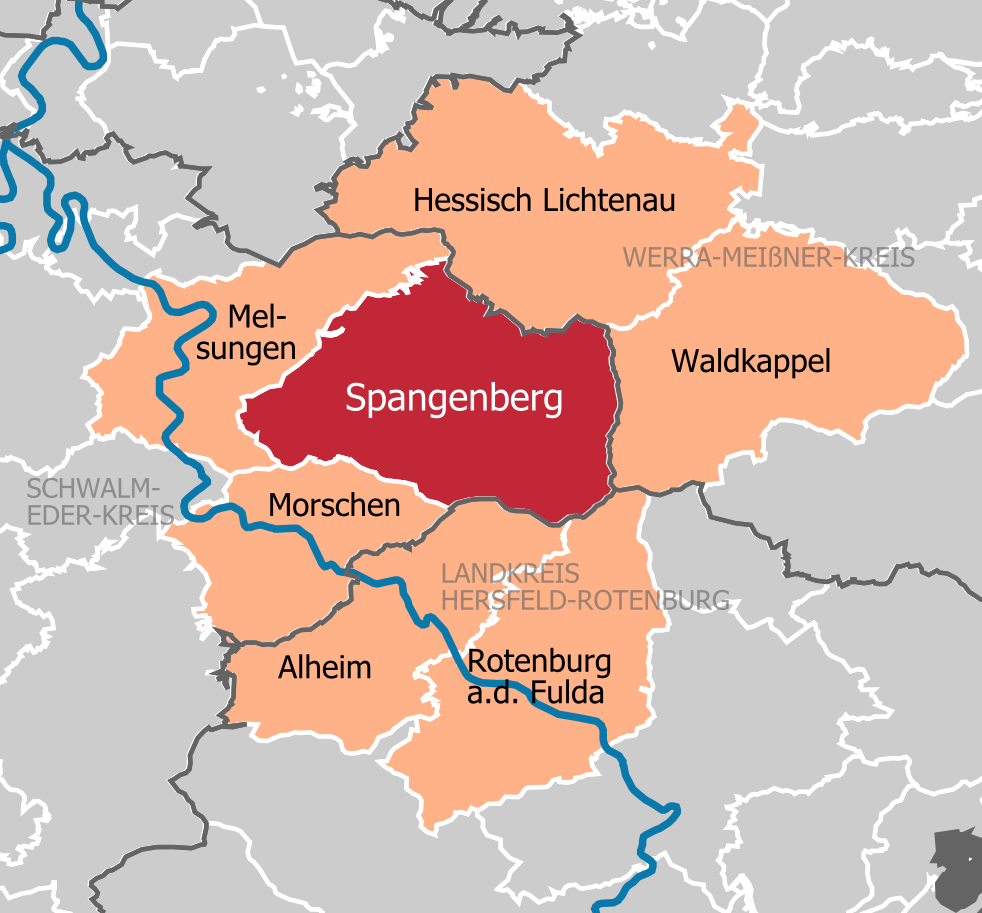
Die Nachbargemeinden Spangenbergs

Im Norden grenzt die Stadt an Hessisch Lichtenau, im Osten an Waldkappel (beide im Werra-Meißner-Kreis), im Südosten an Rotenburg an der Fulda, im Süden an Alheim (beide im Landkreis Hersfeld-Rotenburg) und Morschen sowie im Westen an Melsungen (beide im Schwalm-Eder-Kreis).

### Stadtteile
Zur Stadt gehören neben der Kernstadt die folgenden zwölf Stadtteile:
| - Bergheim - Bischofferode - Elbersdorf mit Siedlung Kaltenbach | - Herlefeld - Landefeld - Metzebach | - Mörshausen - Nausis - Pfieffe | - Schnellrode - Vockerode-Dinkelberg - Weidelbach |

## Geschichte

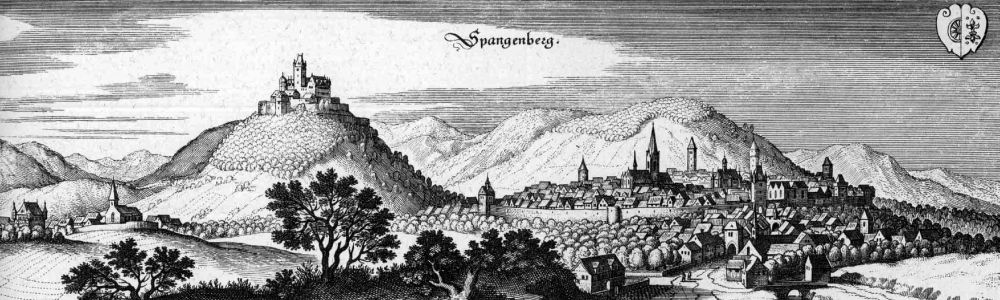
Spangenberg – Auszug aus der Topographia Hassiae von Matthäus Merian 1655

### Mittelalter
Die ersten nachgewiesenen Siedlungen in und um Spangenberg wurden auf das achte Jahrhundert nach Christus datiert. Es dauerte allerdings noch knapp 200 Jahre, bis Pfieffe 1037 als erste Siedlung im Umland auch urkundlich erwähnt wurde. Bereits 920 nach Christus wurde ein Ort namens Meinbrateshusen erwähnt, ob es sich hierbei allerdings um Mörshausen handelte, ist nicht belegt.
Die älteste im Raum Spangenberg erhaltene Kirche wurde 1150 in Mörshausen erbaut. Zu Beginn des 13. Jahrhunderts belehnte Graf Ludwig I. von Ziegenhain die Ritter von Treffurt mit der Herrschaft über Spangenberg. 1235 begannen diese den Bau der Burg Spangenberg. In den folgenden Jahrhunderten, ab 1350, nahmen die hessischen Landgrafen, die nach ihrem Kauf der Herrschaft Spangenberg auf der dortigen Burg residierten, weitere Um- und Anbauten vor. Die erste Erwähnung Spangenbergs und Bezeichnung als civitas (Stadt) ist auf das Jahr 1261 nach Christus datiert. Im selben Jahr begann der Bau der Stadtkirche St. Johannes.
1309 verliehen die Ritter Hermann (VIII.) und sein Sohn Hermann (IX.) von Treffurt zu Spangenberg dem Ort das Stadtrecht nach dem Lippstädter Recht. Die Originalurkunde befindet sich im Hessischen Staatsarchiv Marburg. Die Neustadt mit Spital und Kapelle St. Elisabeth wurde erstmals im Jahre 1338 in einer Urkunde erwähnt. Die Treffurter zu Spangenberg, Hermann IX. und sein Bruder Friedrich, verkauften Stadt und Burg Spangenberg 1350 wegen Geldmangels und langdauernder Fehden mit ihren Vettern in Treffurt für 8000 Silberlinge an Landgraf Heinrich II.; seither ist Spangenberg hessisch. Das Schloss Spangenberg war Residenz des Landgrafensohnes Otto der Schütz, der dort 1366 starb und beigesetzt wurde. Durch die Vereinigung der damaligen Gerichte Morschen, Mörshausen, Schemmern und Auf der Landena mit der Herrschaft Spangenberg entstand 1350 das Amt Spangenberg.
Das Karmeliterkloster Spangenberg wurde 1357 gegründet und im Jahr 1486 wurde die Klosterkirche, von der nach einem Großbrand im Oktober 1888 nur noch Reste erhalten sind, fertiggestellt. Der 1261 begonnene Bau der Stadtkirche wurde erst 1421 abgeschlossen. Der Bau des Rathauses begann vermutlich im 15. Jahrhundert. Nach der Einführung der Reformation in der Landgrafschaft Hessen 1526 wurde das Karmeliterkloster im Jahre 1527 aufgelöst.

### Neuzeit

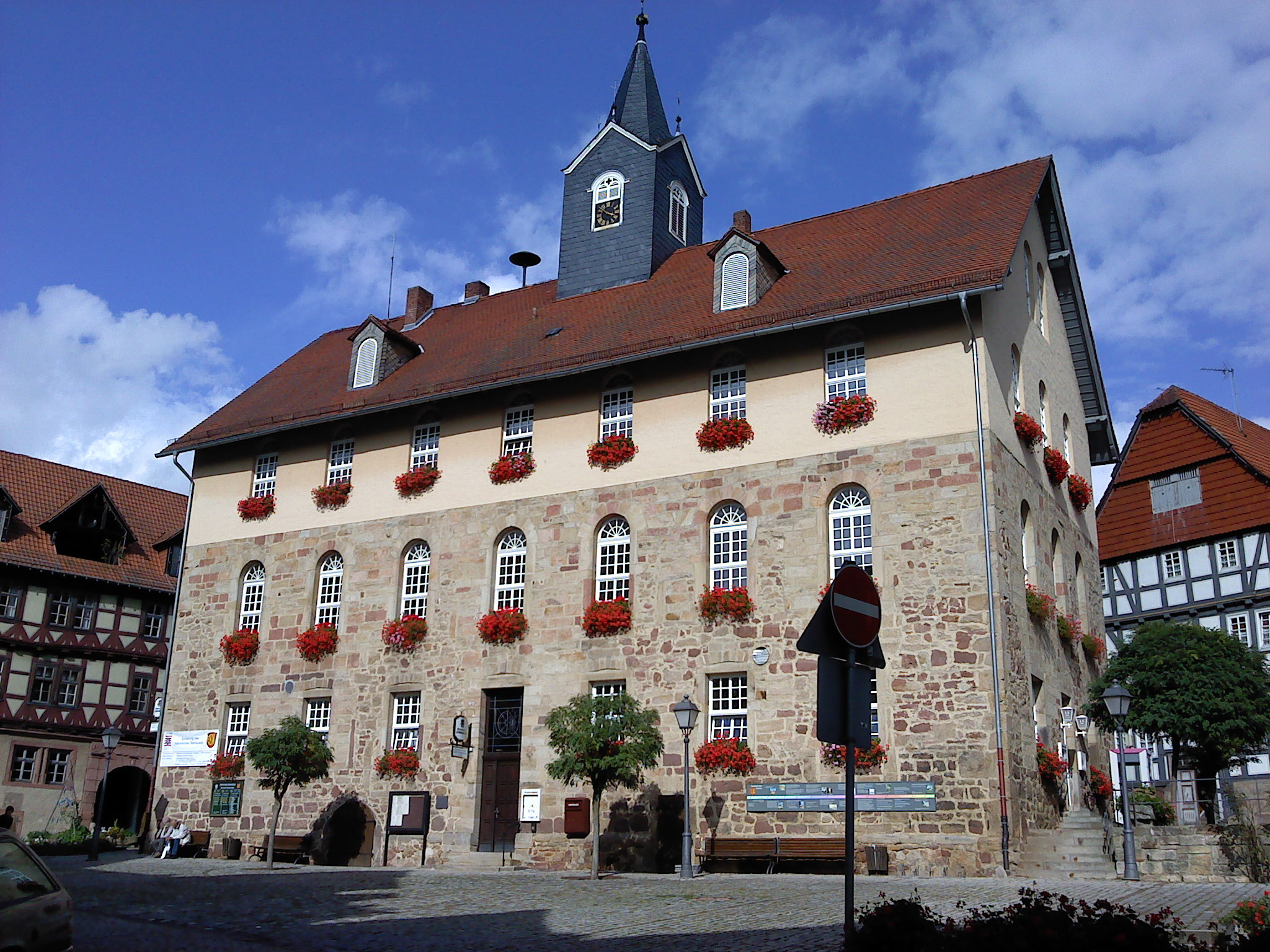
Das Spangenberger Rathaus

Durch einen Tausch mit Quentel kamen Schnellrode, Vockerode-Dinkelberg und Weidelbach 1530 vom Amt Hessisch Lichtenau zum Amt Spangenberg. Im Dreißigjährigen Krieg erlitten fast alle Dörfer des Amtes Spangenberg schwere Schäden und Verluste. Eine wichtige Rolle für Spangenberg spielte im 18. Jahrhundert die Leinenproduktion; das Amt Spangenberg war in den Jahren 1789/1790 im Gebiet der Landgrafschaft Hessen-Kassel führend in der Produktion und im Export von Schockleinen. Durch eine Verwaltungsreform entstanden in Hessen 1821 Landkreise, das Amt Spangenberg wurde aufgelöst und gehörte seitdem zum Landkreis Melsungen.
Mitte des 19. Jahrhunderts wurden in Spangenberg die ersten Vereine gegründet, darunter 1842 der Männergesangverein Liedertafel und 1863 der TSV 1863 Spangenberg.
1874 bekam die Wirtschaft in Spangenberg einen Schub durch den Bau einer Teilstrecke der Bahn Leinefelde–Treysa. Der Bahnhof Spangenberg wurde 1879 eröffnet. Zu dieser Zeit lebten viele jüdische Mitbürger in Spangenberg, sie waren hauptsächlich kaufmännisch aktiv.
Heinrich Salzmann, Sohn der Stadt und Mitgründer des Unternehmens Salzmann & Comp., stiftete 1902 das Liebenbachdenkmal, es stellt die Sage von Kuno und Else dar.
1910/11 wurde mit dem Bau der alten Stadtschule am Eulenturm, der heutigen Burgsitzschule, begonnen.
Am 15. Juni 1913 besuchte Kaiser Wilhelm II. die Stadt und das Schloss, das zu dieser Zeit als preußische Forstschule diente.
In den 1930er Jahren verkauften viele Juden ihre Besitzungen, um dem Hitler-Regime zu entgehen. Ostern 1945 wurden mehrere Häuser und das Schloss Opfer amerikanischer Brandbombenangriffe. Das Schloss wurde dabei völlig zerstört. In den 1950er Jahren wurde es mit Mitteln des Landes Hessen wieder aufgebaut. Das Land Hessen ist weiterhin Eigentümer des Schlosses, es wird durch den Landesbetrieb Bau und Immobilien Hessen verwaltet und verpachtet.
Nach dem Zweiten Weltkrieg, in den Zeiten des Wirtschaftswunders in Deutschland, wurden in Spangenberg viele Betriebe gegründet, darunter die Wilhelm Kullmann Sägenfabrik, der größte Arbeitgeber der Stadt.
Der Neubau der Burgsitzschule Spangenberg in der Gemarkung Winternot wurde 1972 eröffnet und damit die ständige Raumnot in den Schulen beseitigt. Durch die Verwaltungs- und Gebietsreform in Hessen zwischen 1970 und 1974 wurden zwölf ehemals selbstständige Gemeinden mit Spangenberg zusammengeschlossen.
Ebenfalls 1974 wurde der über 100 Jahre bestehende Personenverkehr auf der Kanonenbahn, einem Teilstück der Berlin-Coblenzer-Eisenbahn, eingestellt. Wenig später folgte auch die Einstellung des Güterverkehrs. Von den alten Gleisanlagen sind nur wenige im Bereich Spangenberg noch sichtbar, die Schienen wurden entfernt. Das alte Bahnhofsgebäude wird seit 1994 als Kindergarten Alter Bahnhof genutzt.
Im Jahr 1975 wurde der Stadt das Prädikat staatlich anerkannter Luftkurort verliehen. Dieses wurde jedoch im Jahr 2012 wieder aberkannt.

### Hessische Gebietsreform 1971/74
Am 1. Februar 1971 wurden im Zuge der Gebietsreform in Hessen die bis dahin selbständigen Gemeinden Bergheim, Metzebach, Schnellrode und Vockerode-Dinkelberg auf freiwilliger Basis eingegliedert. Ebenfalls freiwillig hinzu kamen am 1. April 1971 die Gemeinde Mörshausen und am 1. Dezember 1971 die Gemeinden Elbersdorf, Herlefeld, Nausis und Pfieffe. Die Reihe der Eingemeindungen wurde mit der zwangsweisen Eingliederung kraft Landesgesetz von Bischofferode, Landefeld und Weidelbach am 1. Januar 1974 abgeschlossen. Für die eingegliederten Gemeinden wurden je ein Ortsbezirk mit Ortsbeirat und Ortsvorsteher nach der Hessischen Gemeindeordnung gebildet.

## Bevölkerung

### Einwohnerstruktur 2011
Nach den Erhebungen des Zensus 2011 lebten am Stichtag, dem 9. Mai 2011, in Spangenberg 6225 Einwohner. Darunter waren 320 (5,1 %) Ausländer, von denen 75 aus dem EU-Ausland, 203 aus anderen europäischen Ländern und 42 aus anderen Staaten kamen. (Bis zum Jahr 2020 erhöhte sich die Ausländerquote auf 9,3 %.) Nach dem Lebensalter waren 1009 Einwohner unter 18 Jahren, 2441 zwischen 18 und 49, 1360 zwischen 50 und 64 und 1413 Einwohner waren älter. Die Einwohner lebten in 2747 Haushalten. Davon waren 798 Singlehaushalte, 772 Paare ohne Kinder und 897 Paare mit Kindern, sowie 231 Alleinerziehende und 49 Wohngemeinschaften. In 596 Haushalten lebten ausschließlich Senioren und in 1782 Haushaltungen lebten keine Senioren.

### Einwohnerentwicklung
| • 1585: | 270 Haushaltungen |
| • 1747: | 235 Haushaltungen |

| Spangenberg: Einwohnerzahlen von 1834 bis 2020 | Spangenberg: Einwohnerzahlen von 1834 bis 2020 | Spangenberg: Einwohnerzahlen von 1834 bis 2020 | Spangenberg: Einwohnerzahlen von 1834 bis 2020 | Spangenberg: Einwohnerzahlen von 1834 bis 2020 |
| --- | ---------------------------------------------- | ---------------------------------------------- | ---------------------------------------------- | ---------------------------------------------- |
| Jahr |                                                |                                                |                                                | Einwohner                                      |
| 1834 | 1834                                           |                                                | 1.952                                          | 1.952                                          |
| 1840 | 1840                                           |                                                | 2.088                                          | 2.088                                          |
| 1846 | 1846                                           |                                                | 2.143                                          | 2.143                                          |
| 1852 | 1852                                           |                                                | 2.019                                          | 2.019                                          |
| 1858 | 1858                                           |                                                | 1.840                                          | 1.840                                          |
| 1864 | 1864                                           |                                                | 1.785                                          | 1.785                                          |
| 1871 | 1871                                           |                                                | 1.650                                          | 1.650                                          |
| 1875 | 1875                                           |                                                | 1.749                                          | 1.749                                          |
| 1885 | 1885                                           |                                                | 1.676                                          | 1.676                                          |
| 1895 | 1895                                           |                                                | 1.566                                          | 1.566                                          |
| 1905 | 1905                                           |                                                | 1.674                                          | 1.674                                          |
| 1910 | 1910                                           |                                                | 1.706                                          | 1.706                                          |
| 1925 | 1925                                           |                                                | 1.943                                          | 1.943                                          |
| 1939 | 1939                                           |                                                | 2.161                                          | 2.161                                          |
| 1946 | 1946                                           |                                                | 3.169                                          | 3.169                                          |
| 1950 | 1950                                           |                                                | 3.192                                          | 3.192                                          |
| 1956 | 1956                                           |                                                | 2.671                                          | 2.671                                          |
| 1961 | 1961                                           |                                                | 2.890                                          | 2.890                                          |
| 1967 | 1967                                           |                                                | 2.915                                          | 2.915                                          |
| 1970 | 1970                                           |                                                | 3.030                                          | 3.030                                          |
| 1973 | 1973                                           |                                                | 6.717                                          | 6.717                                          |
| 1975 | 1975                                           |                                                | 6.701                                          | 6.701                                          |
| 1980 | 1980                                           |                                                | 6.630                                          | 6.630                                          |
| 1985 | 1985                                           |                                                | 6.437                                          | 6.437                                          |
| 1990 | 1990                                           |                                                | 6.535                                          | 6.535                                          |
| 1995 | 1995                                           |                                                | 6.799                                          | 6.799                                          |
| 2000 | 2000                                           |                                                | 6.688                                          | 6.688                                          |
| 2005 | 2005                                           |                                                | 6.514                                          | 6.514                                          |
| 2010 | 2010                                           |                                                | 6.200                                          | 6.200                                          |
| 2011 | 2011                                           |                                                | 6.225                                          | 6.225                                          |
| 2015 | 2015                                           |                                                | 6.329                                          | 6.329                                          |
| 2020 | 2020                                           |                                                | 6.039                                          | 6.039                                          |
| Datenquelle: Historisches Gemeindeverzeichnis für Hessen: Die Bevölkerung der Gemeinden 1834 bis 1967. Wiesbaden: Hessisches Statistisches Landesamt, 1968. Weitere Quellen: 1970:; Hessisches Statistisches Informationssystem; Zensus 2011 Die Zahlen nach 1970 enthalten die im Zuge der Gebietsreform in Hessen eingegliederten Orte. |                                                |                                                |                                                |                                                |

### Religion

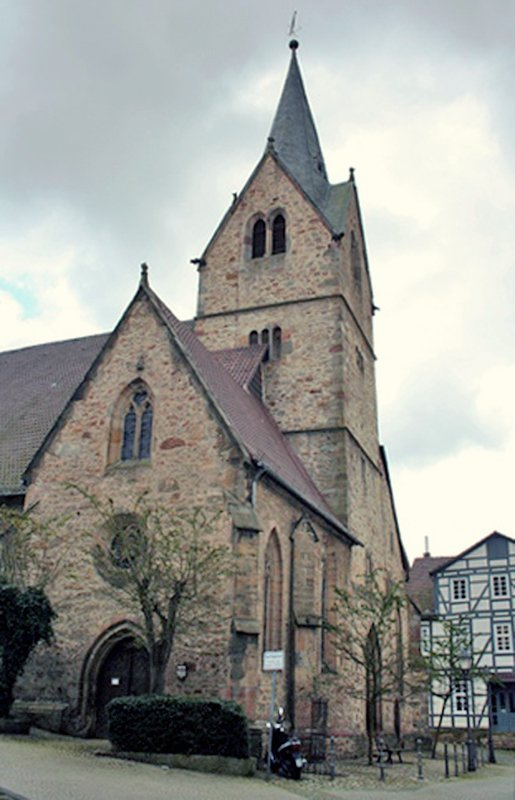
Die Stadtkirche St. Johannes in Spangenberg

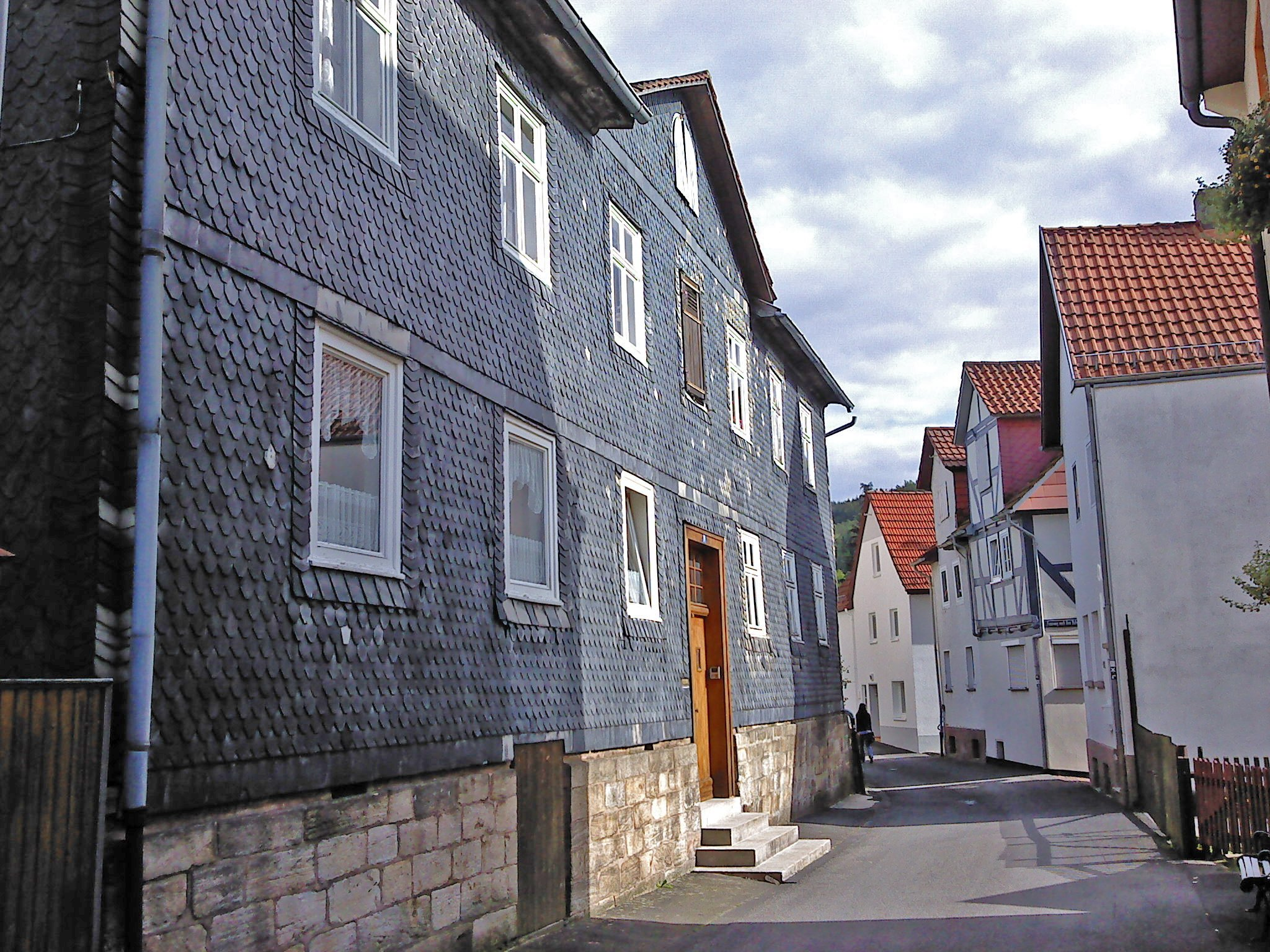
Die ehemalige Synagoge

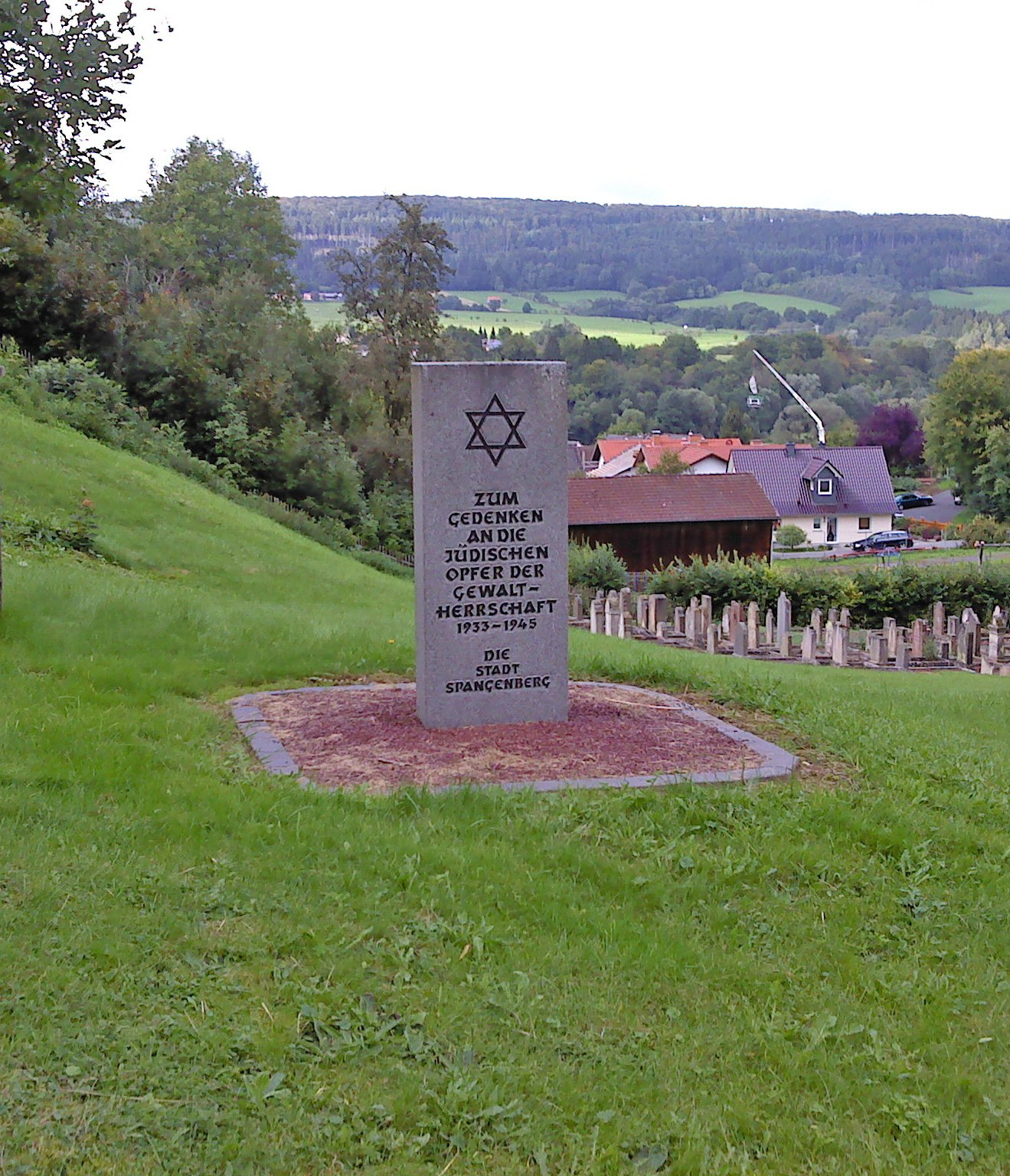
Der Gedenkstein auf dem jüdischen Friedhof

Die Mehrheit der Spangenberger Bevölkerung ist evangelisch. Spangenberg gehört zur Evangelischen Kirche von Kurhessen-Waldeck. Die evangelischen Kirchengemeinden in Spangenberg (Kirchspiel Pfieffe, Kirchspiel Mörshausen, Kirchspiel Spangenberg I und Kirchspiel Spangenberg II) sind dem Kirchenkreis Melsungen im Sprengel Hersfeld zugeordnet.
Die katholische Kirchengemeinde Spangenberg-Morschen ist dem Pastoralverbund St. Brigida Schwalm-Eder-Fulda zugeordnet, der zum Dekanat Fritzlar im Bistum Fulda gehört.
Die Synagoge der Jüdischen Gemeinde befand sich in der heutigen Untergasse. Sie ist noch als Wohnhaus erhalten. Die rituellen Gegenstände wurden vor der Reichspogromnacht in die Synagoge nach Kassel verbracht. Ein Teil des Spangenberger Thorasilbers befindet sich im Jüdischen Museum New York.
1933 wohnten 109 Menschen jüdischen Glaubens in Spangenberg. Dies entsprach etwa 5,2 % der Einwohnerschaft. Aufgrund einer Initiative des NSDAP-Ortsgruppenleiters Theobald Fenner wurden in der Nacht zum 15. September 1935 alle arischen Hausangestellten gewaltsam aus den Häusern von jüdischen Familien geholt. In derselben Nacht fand auf dem Marktplatz ein Fackelzug der Nationalsozialisten statt, bei dem viele Geschäfte und Wohnungen von jüdischen Familien verwüstet wurden. Dies war auch ein Grund für die beschleunigte Abwanderung der Juden aus Spangenberg.
Im Jahr 1981 errichtete die Stadt Spangenberg auf dem jüdischen Friedhof am Schlossberg einen Gedenkstein für die Spangenberger Opfer der Gewaltherrschaft. Die Initiative ging von Schülern der Burgsitzschule Spangenberg aus. Am 29. April 2008 verlegte Gunter Demnig sieben Stolpersteine.
Gegenwärtig sind wieder Juden in Spangenberg ansässig.
Statistik zur Religionszugehörigkeit
| Quelle: Historisches Ortslexikon | |
| • 1885:                          | 1519 evangelische (= 90,63 %), 5 katholischer (= 0,30 %), 22 anderskonfessionelle christliche (= 1,31 %), 130 jüdische (= 7,76 %) Einwohner |
| • 1961:                          | 2541 evangelische (= 87,92 %), 284 katholische (= 9,83 %) Einwohner                                                                         |
| • 1987:                          | 5385 evangelische (= 83,9 %), 498 katholische (= 7,7 %), 537 sonstige (= 8,4 %) Einwohner                                                   |
| • 2011:                          | 4345 evangelische (= 69,8 %), 423 katholische (= 6,8 %), 1459 andere (= 23,4 %) Einwohner                                                   |

## Politik

### Stadtverordnetenversammlung
Die Kommunalwahl am 14. März 2021 lieferte folgendes Ergebnis, in Vergleich gesetzt zu früheren Kommunalwahlen:
| Stadtverordnetenversammlung – Kommunalwahlen 2021                                                     | Stadtverordnetenversammlung – Kommunalwahlen 2021            |
| --- | ------------------------------------------------------------ |
| StimmenanteilWahlbeteiligung 55,2 % 6050403020100 54,2 (+5,7)32,5 (−1,4)13,4 (−4,2) SPDCDUFDP20162021 | SitzverteilungInsgesamt 23 Sitze - SPD: 12 - CDU: 8 - FDP: 3 |

| Parteien und Wählergemeinschaften | Parteien und Wählergemeinschaften           | % 2021 | Sitze 2021 | % 2016 | Sitze 2016 | % 2011 | Sitze 2011 | % 2006 | Sitze 2006 | % 2001 | Sitze 2001 |
| --------------------------------- | ------------------------------------------- | ------ | ---------- | ------ | ---------- | ------ | ---------- | ------ | ---------- | ------ | ---------- |
| SPD                               | Sozialdemokratische Partei Deutschlands     | 54,2   | 12         | 48,5   | 11         | 58,8   | 18         | 46,0   | 14         | 54,3   | 17         |
| CDU                               | Christlich Demokratische Union Deutschlands | 32,5   | 8          | 33,9   | 8          | 33,9   | 11         | 36,5   | 12         | 26,4   | 8          |
| FDP                               | Freie Demokratische Partei                  | 13,4   | 3          | 17,6   | 4          | 7,4    | 2          | 3,7    | 1          | 5,7    | 2          |
| BFB                               | Bürger für Bürger                           | –      | –          | –      | –          | –      | –          | 13,8   | 4          | 13,6   | 4          |
| Gesamt                            | Gesamt                                      | 100,0  | 23         | 100,0  | 23         | 100,0  | 31         | 100,0  | 31         | 100,0  | 31         |
| Wahlbeteiligung in %              | Wahlbeteiligung in %                        | 55,2   | 55,2       | 53,1   | 53,1       | 57,2   | 57,2       | 57,0   | 57,0       | 63,1   | 63,1       |

Als Stadtverordnetenvorsteher wurde Dieter Beckmann (SPD) am 29. April 2021 mit 16 Ja-Stimmen bei 6 Enthaltungen gewählt. Seine Stellvertreter sind Jörg Lange (CDU), Detlev Wischniowski (SPD) und Söhnke Salzmann (FDP).
Fraktionsvorsitzender der SPD ist Dr. Ralf Hillwig. Die CDU-Fraktion führt Jörg Lange, der FDP-Fraktion steht Söhnke Salzmann vor.
Es wurden zwei Ausschüsse gebildet. Der Haupt- und Finanzausschuss, welcher ein Pflichtausschuss ist, wird von Söhnke Salzmann (FDP) geführt. Dem zweiten, dem Bau-, Umwelt- und Verkehrsausschuss, sitzt Rolf Strieder (SPD) vor.
Die Sitzungen der Stadtverordnetenversammlung finden zumeist am ersten Donnerstag im Monat in der Burgsitzschule Spangenberg statt. Die Dorfgemeinschaftshäuser auf den Stadtteilen werden auch für die Sitzungen genutzt.
Im November 2021 wurde ein Mann in Spangenberg verhaftet, bei dem rechtsextreme Hetzschriften und über 600 Sprengsätze gefunden wurden. Der Mann hat als freier Kandidat bei der Kommunalwahl 2021 auf der Liste der Spangenberger CDU gestanden, wurde aber nicht gewählt. Der Fall beschäftigte auch den Hessischen Landtag.

### Bürgermeister und Magistrat
Nach der hessischen Kommunalverfassung wird der Bürgermeister für eine sechsjährige Amtszeit gewählt, seit dem Jahr 1993 in einer Direktwahl, und ist Vorsitzender des Magistrats, dem in der Stadt Spangenberg neben dem Bürgermeister ehrenamtlich ein Erster Stadtrat und fünf weitere Stadträte angehören. Bürgermeister ist seit dem 2. April 2022 der parteiunabhängige Andreas Rehm. Er wurde als Nachfolger von Peter Tigges (CDU), der nach drei Amtszeiten nicht wieder kandidiert hatte, am 26. September 2021 im ersten Wahlgang bei 76,3 Prozent Wahlbeteiligung mit 50,3 Prozent der Stimmen gewählt.
Amtszeiten der Bürgermeister
- 2022–2028 Andreas Rehm[39]
- 2004–2022 Peter Tigges (CDU)[40]
- 1992–2004 Hans-Jürgen Köbberling (SPD)
- 1973–1992 Hartmann Aßmann (SPD)
- 1960–1973 Willy Schenk (SPD)
- 1954–1960 Georg Schanze (SPD)
- 1945–1954 Adam Schenk (SPD)

Die Aufzeichnungen über die Spangenberger Bürgermeister gehen zurück bis in das Jahr 1321.
Magistrat
Nach den Vorgaben der hessischen Kommunalverfassung muss die Mehrheit des Magistrats aus ehrenamtlichen Mitgliedern bestehen.
Die ehrenamtlichen Stadträte werden von der Stadtverordnetenversammlung in oder bald nach der konstituierenden Sitzung für die fünfjährige Wahlperiode, bis zur Wahl eines neuen Magistrats nach der nächsten Kommunalwahl, in den Magistrat gewählt. Für die Dauer ihrer Wahlzeit werden sie zu Ehrenbeamten ernannt und können zwar zurücktreten, aber im Gegensatz zu hauptamtlichen Magistratsmitgliedern nicht abgewählt werden. Die Stärke der in der Stadtverordnetenversammlung vertretenen Fraktionen spiegelt sich grundsätzlich in der Zusammensetzung des ehrenamtlichen Magistrats wider. Vertreter des Bürgermeisters ist der Erste Stadtrat.
Nach dem Wahlergebnis in der konstituierenden Sitzung der Stadtverordnetenversammlung am 29. April 2021 setzt sich der Magistrat wie folgt zusammen:
- SPD: 3
- CDU: 2
- FDP: 1
- Parteilos: 1

| Funktion      | Name            | Partei    | Wohnort     |
| ------------- | --------------- | --------- | ----------- |
| Bürgermeister | Andreas Rehm    | Parteilos | Kernstadt   |
| 1. Stadtrat   | Michael Johne   | SPD       | Kernstadt   |
| Stadtrat      | Bernd Zenker    | CDU       | Bergheim    |
| Stadtrat      | Jörg Heinemann  | SPD       | Mörshausen  |
| Stadtrat      | Peter Heinemann | SPD       | Schnellrode |
| Stadtrat      | Frank Sinning   | FDP       | Kernstadt   |
| Stadtrat      | Herbert Wicke   | CDU       | Mörshausen  |

Der Magistrat ist die Spitze der Verwaltung und wird von dieser unterstützt. Er trifft die Entscheidungen zu laufenden Verwaltungsangelegenheiten, bereitet gemeinsam mit der Verwaltung die Beschlüsse der Stadtverordnetenversammlung vor und führt diese aus. Er wirkt mit bei der Ausführung der Gesetze und Verordnungen innerhalb der Stadt, bei der Verwaltung des Vermögens, bei der Erstellung des Haushaltsplanes sowie bei der Überwachung des Kassen- und Rechnungswesens. Auch die Wahrung der Bürgerinteressen ist seine Aufgabe. Er tagt unter Vorsitz des Bürgermeisters in nicht-öffentlichen Sitzungen. An den Sitzungen der Stadtverordnetenversammlung nimmt der Magistrat ohne Stimmrecht teil.

### Ortsbeiräte
Die Ortsteile bilden jeweils aufgrund der Hauptsatzung Ortsbezirke, dort sind Ortsbeiräte eingerichtet. Die Ortsbeiräte in Elbersdorf und Pfieffe bestehen aus 7 Personen, die anderen aus 5. Der Ortsbeirat der Kernstadt hat 9 Mitglieder. Nachfolgend eine Tabelle mit den Ortsvorstehern. (Anmerkung zur folgenden Tabelle: GL steht für Gemeinschaftsliste.)
| Ortsteil             | Mitglieder | Ortsvorsteher      | Partei                  |
| -------------------- | ---------- | ------------------ | ----------------------- |
| Kernstadt            | 9          | Jörg Lange         | CDU                     |
| Bergheim             | 5          | Dieter Beckmann    | GL Bergheim             |
| Bischofferode        | 5          | Markus Süß         | GL Bischofferode        |
| Elbersdorf           | 7          | Hartmut Körber     | GL Elbersdorf           |
| Herlefeld            | 5          | Dieter Horn        | GL Herlefeld            |
| Landefeld            | 5          | kein Ortsvorsteher |                         |
| Metzebach            | 5          | Eva Claßen         | GL Metzebach            |
| Mörshausen           | 5          | Annelie Deist      | SPD                     |
| Nausis               | 5          | Reiner Kehl        | GL Nausis               |
| Pfieffe              | 7          | Stefan Strube      | GL Pfieffe              |
| Schnellrode          | 5          | Thomas Jung        | GL Schnellrode          |
| Vockerode-Dinkelberg | 5          | Jens Schiller      | GL Vockerode-Dinkelberg |
| Weidelbach           | 5          | John Anderson      | GL Weidelbach           |

### Wappen und Banner
| Wappen von Spangenberg | Blasonierung: „Im roten Schild vorne ein aufrechtes halbes goldenes (gelbes) Rad, hinten eine goldene (gelbe) Spange, die ein Bündel goldener (gelber) Blätter und Blüten zusammenhält.“                |
| Wappen von Spangenberg | Wappenbegründung: Das Wappen ist abgeleitet von einem seit 1317 bekannten Siegel. Das halbe Rad entstammt dem Wappen der ortsansässigen Herren von Treffurt; die Spange steht redend für den Ortsnamen. |

„Das Banner ist rot-gelb längsgestreift unter weißem Bannerhaupt, darin das Wappen mit der Unterschrift "Spangenberg".“

### Finanzen
Die Stadt Spangenberg hat aktuell (Sommer 2012) Schulden in Höhe von knapp 30 Millionen €. Hinzu kommen Schulden aus Kassenkrediten in Höhe von etwa 15 Millionen €. Dies berechtigt die Stadt Spangenberg zur Teilnahme am Kommunalen Schutzschirm Hessen (KSH). Es steht ein Entschuldungsbetrag in Höhe von knapp 16 Millionen € zur Diskussion, den das Land durch den KSH übernehmen würde, wenn eine Haushaltskonsolidierung erfolgt. Einen Antrag auf Teilnahme hat man bereits gestellt. Die Stadtverordnetenversammlung hat am 7. Februar 2013 der Teilnahme am KSH zugestimmt. Am 13. Februar 2013 wurde in Kassel der Vertrag zwischen dem Land und der Stadt durch Staatssekretärin im Finanzministerium, Luise Hölscher, Regierungspräsident Walter Lübcke und Bürgermeister Peter Tigges unterzeichnet.
Spangenberg ist laut dem 22. Zusammenfassenden Bericht des Hessischen Rechnungshofes die kreisangehörige Gemeinde in Hessen, die mit 6.916 € den höchsten Schuldenstand pro Kopf in Hessen ausweist.

### Partnerschaften
| Partnerschaften der Stadt Spangenberg | Partnerschaften der Stadt Spangenberg | Partnerschaften der Stadt Spangenberg | Partnerschaften der Stadt Spangenberg | Partnerschaften der Stadt Spangenberg |
| ------------------------------------- | ------------------------------------- | ------------------------------------- | ------------------------------------- | ------------------------------------- |
| Wappen von Treffurt                   | Treffurt                              | Thüringen                             | 1990                                  | Thüringen                             |
| Wappen von Saint-Pierre-d’Oléron      | Saint-Pierre-d’Oléron                 | Frankreich                            | 1997                                  | Frankreich                            |
| Wappen von Pleszew                    | Pleszew                               | Polen                                 | 1997                                  | Polen                                 |
| Wappen von Cariñena                   | Cariñena                              | Spanien                               | 2018                                  | Spanien                               |

Spangenberg unterhält seit 1990 partnerschaftliche Beziehungen zur deutschen Stadt Treffurt in Thüringen. Eine Dreieckspartnerschaft unterhält man seit 1997 mit der französischen Kleinstadt Saint-Pierre-d’Oléron und der polnischen Stadt Pleszew. Am 22. März 2018 beschloss die Stadtverordnetenversammlung, mit der spanischen Gemeinde Cariñena, einer Partnerstadt von Saint-Pierre-d’Oléron, eine Partnerschaft abzuschließen. Der Magistrat wurde beauftragt, die notwendigen Vorbereitungen zu treffen. Am 22. September 2018 wurde in Cariñena die Partnerschaftsurkunde unterzeichnet, somit unterhält Spangenberg eine weitere Dreieckspartnerschaft, bestehend aus Spangenberg, Cariñena und Saint-Pierre-d’Oléron. Um den Unterhalt der Beziehungen kümmert sich der Partnerschaftsverein Spangenberg e. V.

## Kultur und Sehenswürdigkeiten

### Museen
Das Heimatmuseum befindet sich im Herzen der Stadt am Brauhausplatz im ehemaligen Burgsitz, in dem einst Margarethe von der Saale, eine Nebenfrau von Philipp dem Großmütigen, lebte.

### Bauwerke

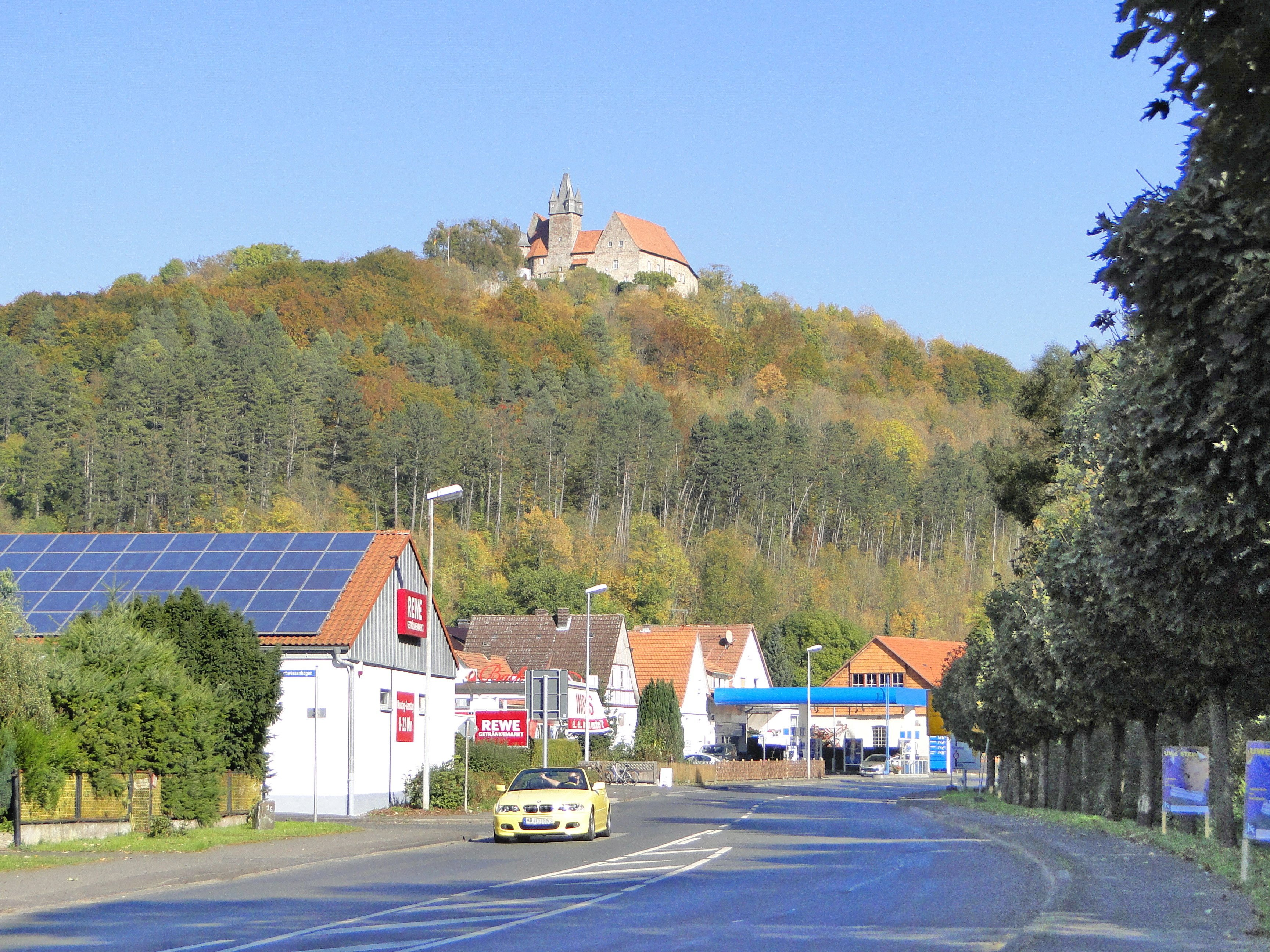
Sicht von der Melsunger Straße auf das Schloss Spangenberg

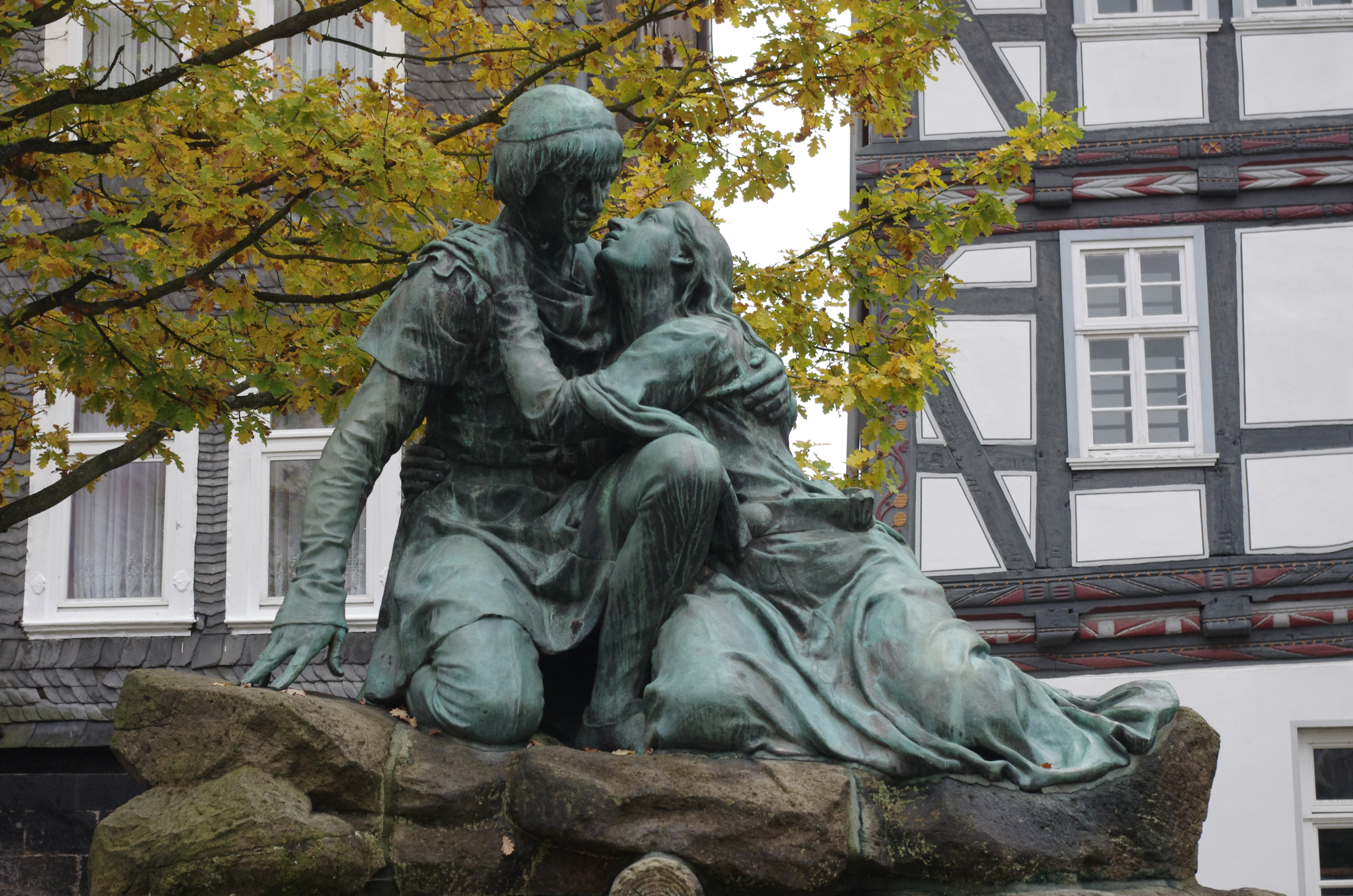
Liebenbachdenkmal Spangenberg

Wahrzeichen der Stadt ist das 1235 erbaute Schloss Spangenberg. In seinem alten Zeughaus befand sich bis 2014 das Jagd- und Schlossmuseum, welches aus Kostengründen geschlossen werden musste.
Auf dem Marktplatz befindet sich das 1902 von Heinrich Salzmann gestiftete Liebenbachdenkmal, ein Brunnen. Es zeigt die Sterbeszene der Sage von Kuno und Else.
In den Sommermonaten findet an jedem 2. und 4. Freitag von 14:00 bis 18:00 Uhr auf dem Platz vor dem restaurierten Burgsitz der Burgsitzmarkt mit Produkten und Erzeugnissen aus der Region statt.
Der Maschinenring Spangenberg bemüht sich um den Erhalt und die Restaurierung wertvoller alter Landmaschinen. Jährlich organisiert er eine Rundfahrt mit den alten Gefährten durch die Landschaft um Spangenberg.
Im September richten die Kirmesburschen Spangenberg auf dem Festplatz „Teichwiesen“ eine Kirmes aus. Höhepunkt ist der sonntäglich stattfindende Festzug.
Im August 2009 fand in Spangenberg die Feier zum 700-jährigen Bestehen der Stadtrechte statt.
Spangenberg liegt am Kunstwanderweg Ars Natura, der – aus Richtung Melsungen kommend – bis zur Gemarkungsgrenze Schnellrode/Retterode verläuft.

### Sport

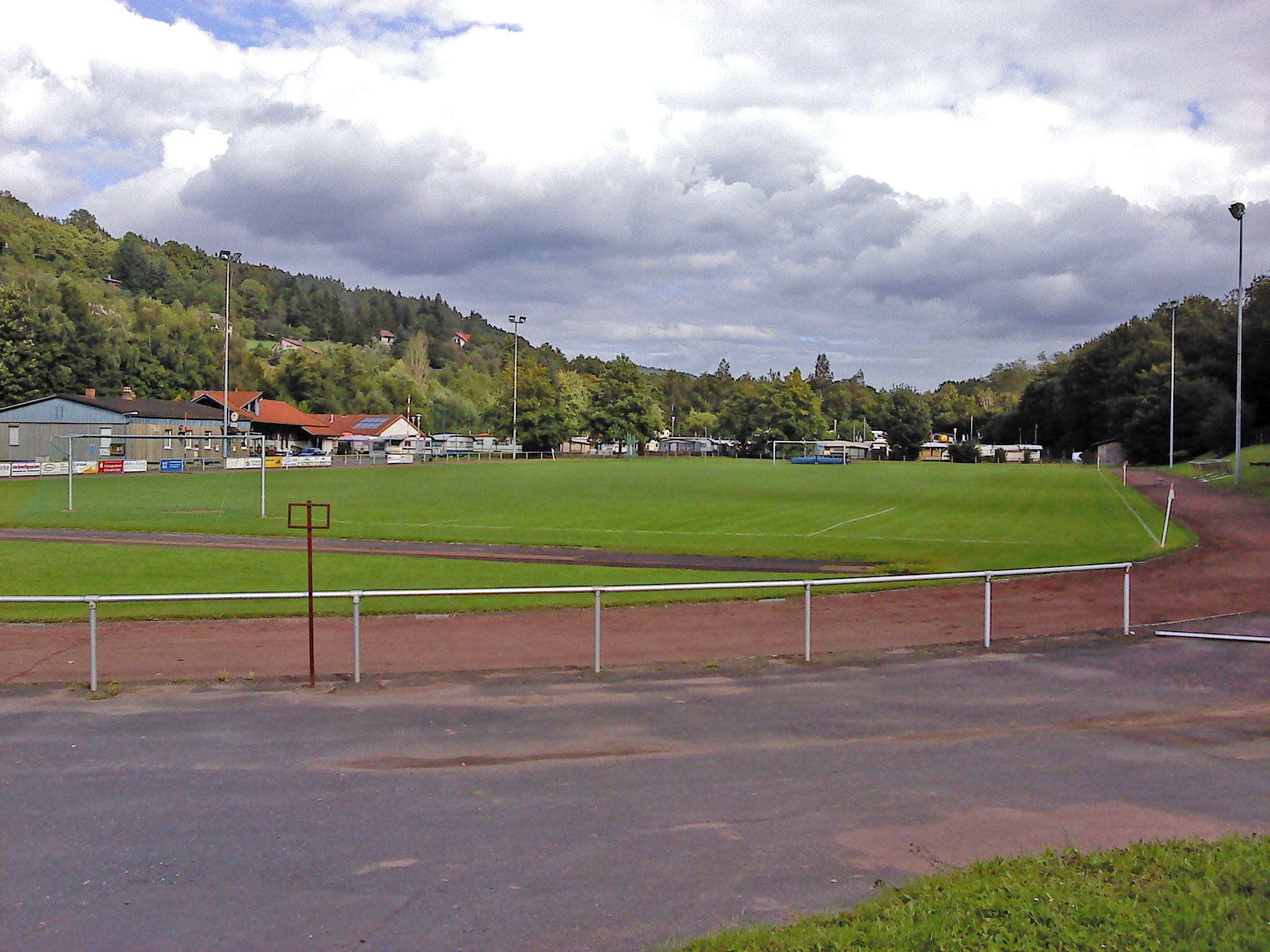
Der Liebenbachsportplatz

In der Stadt Spangenberg findet alljährlich ein internationales Reitturnier, das CSI*** Spangenberg, statt.
Fußball wird in den folgenden Vereinen gespielt:
- TSV 1863 Spangenberg e. V.
- TSV Jahn 1908 Pfieffe e. V.
- TuSpo Elbersdorf e. V.

Schießen findet Anhänger in und um Spangenberg bei den folgenden Vereinen:
- Sportschützenverein Spangenberg e. V.
- Schützenverein Lande 57 e. V.
- Schützenverein Pfieffetal e. V.

Außerdem werden Sportarten wie Tischtennis, Ho-Sin-Do, Turnen, Schwimmen, Handball und Leichtathletik in Vereinen angeboten.

## Wirtschaft und Infrastruktur

### Industrie und Unternehmen
In und um Spangenberg gibt es gute Arbeitsmöglichkeiten. Kleine Handwerksbetriebe, mittelständische Unternehmen sowie größere Unternehmen prägen das wirtschaftliche Bild der Stadt. Die Kunststoffindustrie ist unter anderem mit den Firmen VolaPlast und Maplastic vertreten.
Gemeinsam mit Melsungen, Felsberg, Morschen und Malsfeld wurde 2006 in der Nähe des Malsfelder Ortsteiles Ostheim das Gewerbegebiet Mittleres Fuldatal gegründet.
Die Edeka-Gruppe und Lidl betreiben Verbrauchermärkte in Spangenberg.
Die Kreissparkasse Schwalm-Eder unterhält eine Filiale in der Stadt ebenso wie die VR-Bank Spangenberg-Morschen.

### Ehemalige Unternehmen
Der Apotheker Max Woelm erwarb 1907 in Spangenberg eine seit 1676 bestehende Apotheke. Dort produzierte er überwiegend Produkte für die Human- und Zahnmedizin, Betäubungsmittel in Ampullen, Zubereitungen für andere Apotheken und selbst entwickelte Hausspezialitäten. 1916 wurde die Firma Spangopharm gegründet und die Produktion und Vertrieb in ein Haus in der Langen Gasse 1 verlegt. 1930 waren dort bereits 100 Personen beschäftigt. 1935 wurde der Betrieb nach Eschwege umgesiedelt. 1946 wurde der Vertrieb wieder nach Spangenberg zurück verlegt. Die Woelm'sche Apotheke, die noch heute existiert, wurde 1971 verkauft.

### Öffentliche Sicherheit
In jedem Ortsteil sowie in der Kernstadt besteht eine Freiwillige Feuerwehr. Die Station der Polizei Hessen in Melsungen ist für das gesamte Spangenberger Stadtgebiet zuständig.
Der Kreisverband Schwalm-Eder des Deutschen Roten Kreuzes unterhält in Spangenberg eine Rettungswache auf der ein RTW stationiert ist. Der RTW ist 24 Stunden am Tag besetzt.
Die Alarmierung der Feuerwehr und des RTW erfolgt über die Zentrale Leitstelle des Schwalm-Eder-Kreises, die in der Kreisstadt Homberg (Efze) ihren Sitz hat.

### Straßenverkehr
Spangenberg liegt an der B 487. Die verschiedenen Stadtteile sind durch Landes- und Kreisstraßen miteinander verbunden.
Etwa zehn Kilometer entfernt befindet sich die A 7. Über die B 487, die B 83 und die B 253 sind die Anschlussstellen Malsfeld und Melsungen zu erreichen.
Ebenfalls rund zehn Kilometer von Spangenberg entfernt ist die A 44 im Bau.

### Öffentlicher Personennahverkehr
Die Stadt ist Mitglied im Nordhessischen Verkehrsverbund.
Durch die Buslinie 400 (Fritzlar – Hessisch Lichtenau) sind die Kernstadt sowie die Stadtteile Mörshausen und Schnellrode mit dem Umland verbunden. Pfieffe, Bischofferode, Weidelbach, Vockerode-Dinkelberg, Landefeld, Herlefeld, Metzebach und Nausis sind durch die Buslinie 440 mit der Kernstadt verbunden, wo Anschluss an die Buslinie 400 besteht.
1879 wurde in Spangenberg der Bahnhof Spangenberg an der Bahnstrecke Leinefelde–Treysa eröffnet. In den Ortsteilen Mörshausen, Bergheim, Pfieffe und Bischofferode existierten Haltepunkte. Bis ins Jahr 1974 wurde der Betrieb aufrechterhalten. Das Bahnhofsgebäude dient heute als Kindergarten.
Im benachbarten Melsungen besteht durch den Bahnhof Melsungen an der Bahnstrecke Bebra–Baunatal-Guntershausen Anschluss an den Schienenverkehr.

### Wasserversorgung der Stadt und der Stadtteile
Im Mittelalter herrschte Wasserknappheit in Spangenberg. Im Laufe der Jahrhunderte wurden immer mehr Quellen erschlossen, wodurch die Wasserknappheit beseitigt wurde.
Durch die Einrichtung eines Verbundsystems konnte auch in den Stadtteilen die Wasserversorgung sichergestellt werden.
Auf der Gemarkung des Stadtteiles Vockerode-Dinkelberg wurde gemeinsam mit Hessisch Lichtenau eine Kläranlage für Vockerode-Dinkelberg und Wickersrode erbaut.

### Bildung und Kinderbetreuung

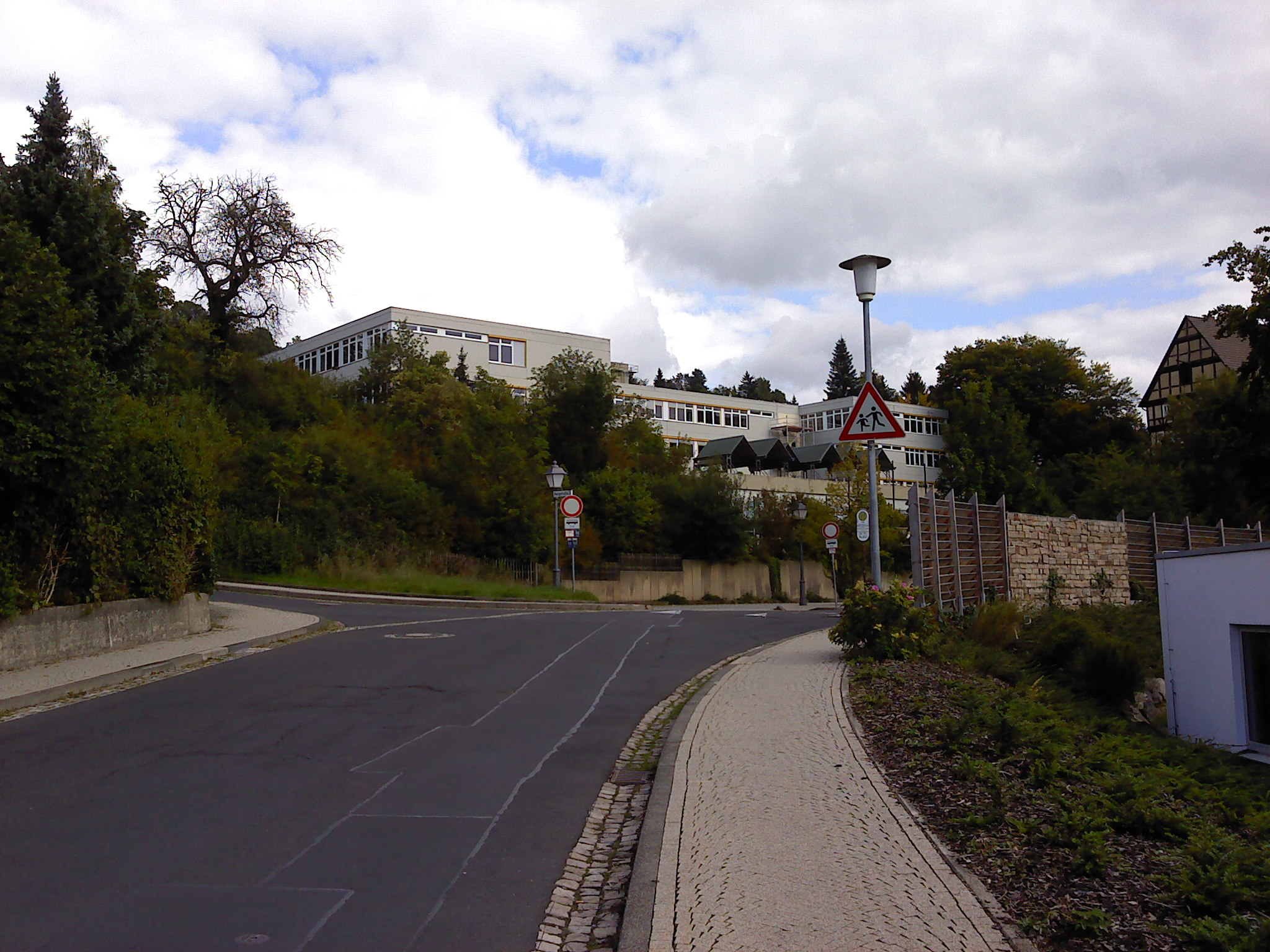
Die Burgsitzschule

Die Burgsitzschule Spangenberg ist eine kooperative Gesamtschule im Schulverbund Melsungen. Ihr Träger ist der Schwalm-Eder-Kreis.
In der Kernstadt befinden sich die von der Evangelischen Kirchengemeinde Spangenberg getragene Evangelische Kindertagesstätte „Schlossberg“ und der städtische Kindergarten Alter Bahnhof, der im alten Bahnhofsgebäude untergebracht ist. Eine Außenstelle des Kindergartens war in Landefeld eingerichtet. Die Stadtverordnetenversammlung beschloss am 3. Februar 2011, die Außenstelle in Landefeld zu schließen.

### Gesundheitsfürsorge
Aktuell (Stand: Oktober 2023) sind zwei niedergelassene Hausärzte in Spangenberg tätig. Das nächstgelegene Krankenhaus der Grundversorgung befindet sich in Rotenburg an der Fulda. Das nächstgelegene Krankenhaus der Maximalversorgung ist das Klinikum Kassel. Mit der Orthopädischen Klinik in Hessisch Lichtenau sowie dem Herz- und Kreislaufzentrum Rotenburg a. d. Fulda befinden sich bundesweit bekannte Spezialkliniken in der näheren Umgebung. Ebenso gibt es eine Apotheke sowie drei Zahnärzte und zwei Pflegedienste.

## Persönlichkeiten

### Söhne und Töchter der Stadt
- Ludwig der Friedfertige (1402–1458), Landgraf der Landgrafschaft Hessen von 1413 bis 1458
- Johannes Meckbach (1495–1555), Mediziner, Leibarzt des Landgrafen Philipp des Großmütigen
- Margarethe von Dietz (1544–1608), Tochter von Philipp dem Großmütigen
- Johann Justus Grau (1680–1752), Mediziner, fürstlicher Leibarzt
- Conrad Kersten (1683–1759), Mitgründer des Bankhauses Gebrüder Kersten
- Johann Philipp Burckhard Asbrand (1722–1779), reformierter Theologe
- Dietrich Christoph Ihringk (1727–1781), Jurist, Hochschullehrer, Verwaltungsbeamter und Freimaurer
- Johann Lucas Schröder (1760–1813), deutscher Kaufmann und Abgeordneter der Reichsstände des Königreichs Westphalen
- Georg Ferdinand von Lepel (1779–1873), kurhessischer Außenminister
- Heinrich Salzmann (1851–1915), Stifter des Liebenbachdenkmals (1902) sowie Ehrenbürger der Stadt (1928)
- Agnes Eger (1878–1955), Malerin
- Alexander Völker (1934–2017), Theologe
- Dieter Vaupel (* 1950), Pädagoge und Politologe

### Persönlichkeiten, die vor Ort gewirkt haben
- Heinrich der Eiserne (vor 1302–1376), Landgraf, residierte auf Schloss Spangenberg
- Otto der Schütz (vor 1322–1366), Sohn Heinrichs II., residierte auf Schloss Spangenberg
- Hermann der Gelehrte (1341–1413), Landgraf, residierte auf dem Schloss
- Wilhelm I. (1466–1515), Landgraf, starb auf Schloss Spangenberg
- Philipp der Großmütige (1504–1567), Landgraf, lebte auf Schloss Spangenberg
- Margarethe von der Saale (1522–1566), Nebenfrau von Philipp dem Großmütigen, lebte im Burgsitz, ihr Grab befindet sich in der Stadtkirche St. Johannes
- Hans Wilhelm Kirchhof (1525–1605), Burggraf auf Schloss Spangenberg
- Wilhelm der Weise (1532–1592), Landgraf, gab dem Schloss seine heutige Gestalt
- Friedrich Bender (1924–2008), Geologe, wohnte lange Zeit in Spangenberg
- Horst Knobel (1924–2023), Maler und Graphiker
- Michael Rutschky (1943–2018), Schriftsteller, wuchs in Spangenberg auf
- Christoph Sippel (* 1997), Politiker, Mitglied des Hessischen Landtages seit 2023, wuchs in Spangenberg auf

### Ehrenbürger
Spangenberg hat folgende Einwohner zu Ehrenbürgern ernannt:
- 1900 Friedrich von Marschall
- 1928 Georg Salzmann (für seine langjährige Tätigkeit in den städtischen Körperschaften)
- 1954 Friedrich Heinlein (für seine langjährige Tätigkeit als Erzieher und Heimatforscher)
- 1954 Max Woelm (für seine Verdienste um die wirtschaftliche Entwicklung der Stadt und die Förderung des Schulwesens)
- 1972 Fritz Jütte (für seine Verdienste um die Entwicklung des kulturellen Lebens)
- 1972 Heinrich Schuchhardt (für seine Verdienste um die Heimatpflege)
- 1999 Eduard Lederer (Begründer des Heimatmuseums)
- 2005 Wilhelm Kullmann (Gründer der Sägebandfirma WiKus)
- 2009 Hermann Herchenröther (u. a. Kreis-Chorleiter im Sängerkreis Heiligenberg)
- 2021 Horst Knobel („Hessenmaler“, Künstler)[64]